# Tabaröarna
Tabaröarna (tidigare Gardneröarna eller Visscheröarna) är en ögrupp i Bismarckarkipelagen i västra Stilla havet och tillhör Papua Nya Guinea.

## Historia
Ögruppen har troligen bebotts av melanesier sedan cirka 1500 f.Kr. Den upptäcktes av nederländske kaptenerna Jacob Le Maire och Willem Corneliszoon Schouten i juni 1616 som då namngavs dem "Gardneröarna". De återupptäcktes senare av Abel Tasman som då döpte området till "Visscheröarna". Området hamnade 1885 under tysk överhöghet som del i Tyska Nya Guinea. Området förvaltades till en början av handelsbolaget Neuguinea-Compagnie.
Efter första världskriget hamnade området under australisk kontroll och Australien fick senare även officiellt mandat för hela Bismarckarkipelagen av Förenta Nationerna. 1942 till 1945 ockuperades området av Japan men återgick sedan till australisk förvaltningsmandat tills Papua Nya Guinea blev självständigt 1975.
Det finns en guldfyndighet på Simbéri som utvinns i dagbrott. Svenske sjömannen Carl Emil Pettersson sägs vara en av de första som hittade guld på ön. Pettersson antas ha varit förebild för Astrid Lindgren som Pippi Långstrumps far kapten Efraim Långstrump.

## Geografi
Tabaröarna utgör en del av New Ireland-provinsen och ligger cirka 900 km nordöst om Port Moresby och cirka 25 km nordöst om huvudön Niu Ailan. Ögruppen ingår i en ökedja som löper parallellt öster om Niu Ailanön med övriga Tabar - Lihiröarna - Tangaöarna- Feniöarna - Greenöarna och Bougainvilleön.
Öarna är av vulkaniskt ursprung och har en area om ca 230 km². Den högsta höjden är på 622 m ö.h.
Befolkningen är främst fördelad på ett fåtal byar längs kusten och öarnas inre täcks till största del av regnskog. Huvudorten Datava ligger på Tabaröns norra del vid Koko Bay.
Tabaröarna omfattar
- Tabar Island, huvudön i söder, ca 20 km lång och 9 km bred
- Tatáu Island, i mitten, ca 16 km lång och 11 km bred
- Simbéri Island, i norr, ca 8 km lång och 7 km bred
- samt en rad småöar främst kring Simbéri.

Öarna kan bara nås med fartyg då de saknar flygplats.